# 灰島かり
灰島 かり（はいじま かり、1950年6月2日 - 2016年6月14日）は、日本の児童文学研究者・翻訳家。
白百合女子大学講師。
本名・鈴木貴志子。旧姓・蓜島。

## 略歴
千葉県生まれ。割烹旅館や料亭を経営する裕福な家庭に生まれる。実家の『鴻月』は大正時代創業の市川三業組合に属する料理旅館で、市川市国府台にあった行楽地「里見八景園」の一事業として始まり、渡し船など遊船業も行っていた地元の老舗だった。
お茶の水女子大学附属中学校・高等学校を経て国際基督教大学を6年で卒業。中学より幾度か留学する。高校時代に沢田博脚本演出の高校演劇に客演し、大学時代は演劇に熱中して浪曼劇場研究生となる。大学卒業後（卒論テーマはアラン・ガーナー）、ホテルの通訳、資生堂宣伝部『花椿』編集部、コピーライターを経て、出産後翻訳などを手掛け、1994年に夫のサバティカルに同行して渡英し、サリー大学ローハンプトン大学院児童文学科で児童文学を学ぶ。帰国後は、児童向けの本の専門家として活動。
2016年6月14日、胃がんにより死去。66歳没。

## 親族
夫は法政大学名誉教授の鈴木晶、娘は社会学者、文筆家の鈴木涼美。
祖父は市川にかつてあった遊興施設「里見八景園」共同創業者、料亭の養女だった祖母が園内の料理旅館「鴻月」を母親とともに経営し、父親の蓜島正次は東京ベイ信用金庫会長、市川警察署内金融防犯協議会会長、市川市行政改革審議会会長、県教育委員会委員長、市川市緑の基金理事長、市川市文化振興財団理事長などを歴任し、市川市名誉市民の称号が贈られた。

## 著書
- 『こんにちは』（おぼまこと絵、アスク講談社、あかちゃんじゃないもん・しつけ絵本） 1990
- 『絵本翻訳教室へようこそ』（研究社） 2005
- 『あいうえおのえほん』（小中大地絵、玉川大学出版部） 2011
- 『ラブレターを書こう』（藤原ヒロコ絵、玉川大学出版部、小学生のための文章レッスン） 2012
- 『かんじのえほん』（小中大地絵、玉川大学出版部） 2013

### 共編著
- 『絵本をひらく 現代絵本の研究』（谷本誠剛共編、人文書院） 2006
- 『英米絵本のベストセラー40 心に残る名作』（編著、ミネルヴァ書房） 2009

## 翻訳
- 『猫語の教科書』（ポール・ギャリコ、筑摩書房） 1995、のち文庫
- 『お助けナブラーが、やってくる』（パム・エアーズ、評論社、児童図書館・文学の部屋） 1998
- 『キラーキャットのホラーな一週間』（アン・ファイン作、スティーブ・コックス絵、評論社、児童図書館・文学の部屋） 1999
- 『大森林の少年』（キャスリン・ラスキー作、ケビン・ホークス絵、あすなろ書房） 1999
- 『そして、奇跡は起こった! シャクルトン隊、全員生還』（ジェニファー・アームストロング、評論社） 2000
- 『それぞれのかいだん』（アン・ファイン、評論社、児童図書館・文学の部屋） 2000
- 『イギリスで初めての日本絵本原画展 カタログ(日本語版)』（三宅興子, 正置友子編著、三宅・正置共訳、「日本絵本原画展インイングランド」実行委員会事務局） 2001
- 『キャベツ姫』（エロール・ル・カイン、ほるぷ出版） 2002
- 『さびしがりやのドラゴンたち』（シェリー・ムーア・トーマス文、ジェニファー・プレカス絵、評論社、児童図書館・絵本の部屋） 2002
- 『ナイトシミー 元気になる魔法』（グエン・ストラウス文、アンソニー・ブラウン絵、平凡社） 2002
- 『レッスン』（キャロル・リン・ピアソン、ささめやゆき画、平凡社） 2002
- 『アーサー王の剣』（エロール・ル・カイン文・絵、ほるぷ出版） 2003
- 『とんとんとん! とをたたくのはだあれ?』（サリー・グリンドレー文、アンソニー・ブラウン絵、評論社、児童図書館・絵本の部屋） 2003
- 『サー・オルフェオ』（アンシア・デイビス再話、エロール・ル・カイン絵、ほるぷ出版） 2004
- 『チューリップ・タッチ』（アン・ファイン、評論社） 2004
- 『森のなかへ』（アンソニー・ブラウン、評論社、児童図書館・絵本の部屋） 2004
- 『かぜっぴきのドラゴンたち』（シェリー・ムーア・トーマス文、ジェニファー・プレカス絵、評論社、児童図書館・絵本の部屋） 2005
- 『こぶたは大きい』（ダグラス・フロリアン、BL出版） 2005
- 『びくびくビリー』（アンソニー・ブラウン、評論社、児童図書館・絵本の部屋） 2006
- 『まるいねまるいぬ』（ケビン・ヘンクス文、ダン・ヤッカリーノ絵、BL出版） 2006
- 『公爵夫人のふわふわケーキ』（ヴァージニア・カール、平凡社） 2007
- 『ぼくのコブタは、いいこでわるいこ』（マーガレット・ワイズ・ブラウン文、ダン・ヤッカリーノ絵、BL出版） 2007
- 『わたしの絵本、わたしの人生』（ジョン・バーニンガム、ほるぷ出版） 2007
- 『しゃっくり1かい1びょうかん こどものためのじかんのほん』（ヘイゼル・ハッチンス作、ケイディ・マクドナルド・デントン絵、福音館書店） 2008
- 『ママ、ぼくのことすき? しろくまポロのしんぱい』（ジャン=バプティステ・バロニアン作、ノリス・カーン絵、平凡社） 2008
- 『きらきらピンク』（ナン・グレゴリー作、リュック・メランソン絵、鈴木出版） 2009
- 『靴を売るシンデレラ』（ジョーン・バウアー、小学館） 2009
- 『うさぎのうさぼうときょーふのママだいおう』（ケイト・クリス文、サラ・クリス絵、主婦の友社、主婦の友はじめてブック） 2010
- 『パックン! おいしいむかしばなし』（ルーシー・カズンズ、岩崎書店） 2010
- 『ABCのえほん』（サイモン・バシャー、玉川大学出版部） 2011
- 『123のえほん』（サイモン・バシャー、玉川大学出版部） 2013
- 『おうさまジャックとドラゴン』（ピーター・ベントリー文、ヘレン・オクセンバリー絵、岩崎書店） 2011
- 『さんすうサウルス』（ミッシェル・マーケル文、ダグ・クシュマン絵、福音館書店） 2011
- 『ぼくがいちばん!』（ルーシー・カズンズ、岩崎書店） 2011
- 『いぬのおしりのだいじけん』（ピーター・ベントリー、松岡芽衣絵、ほるぷ出版） 2012
- 『絵本の絵を読む』（ジェーン・ドゥーナン、正置友子, 川端有子共訳、玉川大学出版部） 2013
- 『だいすきだっこ』（ニック・ブランド文、フレヤ・ブラックウッド絵、岩崎書店） 2013
- 『月のしずくの子どもたち』（ローラ・クラウス・メルメッド文、ジム・ラマルシェ絵、BL出版） 2013
- 『負けないパティシエガール』（ジョーン・バウアー、小学館） 2013
- 『おどかさないでよ、ガオくん!』（トマス・テイラー、ほるぷ出版） 2014
- 『とけいのあおくん』（エリザベス・ロバーツ、殿内真帆絵、福音館書店、こどものとも絵本） 2014
- 『メリサンド姫 むてきの算数!』（ネズビット、高桑幸次絵、小峰書店、おはなしメリーゴーラウンド） 2014

### ローズマリー・サトクリフ
- 『ケルトの白馬』（ローズマリー・サトクリフ、ほるぷ出版） 2000、のちちくま文庫
- 『ケルトとローマの息子』（サトクリフ、ほるぷ出版） 2002、のちちくま文庫
- 『炎の戦士クーフリン ケルト神話』（サトクリフ、ほるぷ出版） 2003、のちちくま文庫
- 『夜明けの風』（サトクリフ、ほるぷ出版） 2004

### ロアルド・ダール
- 『へそまがり昔ばなし』（ロアルド・ダール作、クェンティン・ブレイク絵、評論社、児童図書館・文学の部屋） 2002
- 『こわいい動物』（ロアルド・ダール、クェンティン・ブレイク絵、評論社、ロアルド・ダールコレクション） 評論社 2006
- 『へそまがり昔ばなし』（ロアルド・ダール、クェンティン・ブレイク絵、評論社、ロアルド・ダールコレクション）2006
- 『まぜこぜシチュー』（ロアルド・ダール、クェンティン・ブレイク絵、評論社、ロアルド・ダールコレクション）2007
- 『ダールさんってどんな人?』（クリス・ポーリング、評論社、ロアルド・ダールコレクション）2007

### 「プリンセス・クラブ」
1. 『とびきりのプリンセス、あつまれ!』（スザンヌ・ウィリアムス、泉リリカ絵、ポプラ社、プリンセス・クラブ1）
2. 『ステキな王子にごようじん!』（スザンヌ・ウィリアムス、泉リリカ絵、ポプラ社、プリンセス・クラブ2）
3. 『かいぶつなんてこわくない!?』（スザンヌ・ウィリアムス、泉リリカ絵、ポプラ社、プリンセス・クラブ3）
4. 『わたしのかみにまほうをかけて』（スザンヌ・ウィリアムス、泉リリカ絵、ポプラ社、プリンセス・クラブ4）
5. 『めざめのキスはリンゴ味』（スザンヌ・ウィリアムス、泉リリカ絵、ポプラ社、プリンセス・クラブ5）
6. 『友情は、むてきのまほう★』（スザンヌ・ウィリアムス、泉リリカ絵、ポプラ社、プリンセス・クラブ6）

### 「エラは小さなバレリーナ」シリーズ
- 『エラと『眠れる森の美女』』（ジェイムズ・メイヒュー、小学館、「エラは小さなバレリーナ」シリーズ） 2008
- 『エラと『シンデレラ』』（ジェイムズ・メイヒュー、小学館、「エラは小さなバレリーナ」シリーズ） 2010
- 『エラと『白鳥のみずうみ』』（ジェイムズ・メイヒュー、小学館、「エラは小さなバレリーナ」シリーズ） 2011

### 「ハリウッドスター」シリーズ
- 『転校生は、ハリウッドスター』（ジェン・キャロニタ、松村紗耶共訳、小学館、「ハリウッドスター」シリーズ） 2009
- 『ハリウッドスター、撮影開始!』（ジェン・キャロニタ、松村紗耶共訳、小学館、「ハリウッドスター」シリーズ） 2009
- 『ハリウッドスターと謎のライバル』（ジェン・キャロニタ、松村紗耶共訳、小学館、「ハリウッドスター」シリーズ） 2010

### 「いちにちといちねん絵本」シリーズ
- 『おしろのいちねん』（オリビア・ブルックス文、インクリンク絵、学研教育出版、「いちにちといちねん絵本」シリーズ） 2012
- 『こうじげんばのいちねん』（オリビア・ブルックス文、インクリンク絵、学研教育出版、「いちにちといちねん絵本」シリーズ） 2012
- 『どうぶつえんのいちにち』（オリビア・ブルックス文、インクリンク絵、学研教育出版、「いちにちといちねん絵本」シリーズ） 2012
- 『くうこうのいちにち』（オリビア・ブルックス文、インクリンク絵、学研教育出版、「いちにちといちねん絵本」シリーズ） 2013